# Harvey Fletcher
Harvey Fletcher (* 11. September 1884 in Provo, Utah; † 23. Juli 1981 ebenda) war ein US-amerikanischer Physiker.

## Leben
Fletcher besuchte die Brigham Young High School in seinem Heimatort Provo, die er 1904 abschloss. Anschließend besuchte er die Brigham Young University (BYU), die größte konfessionelle Universität der USA, die sich im Besitz der Kirche Jesu Christi der Heiligen der Letzten Tage (bekannter als Mormonen) befindet. Hier graduierte er 1907 zum Bachelor. An der University of Chicago promovierte er 1911, sein Doktorvater war der spätere Physiknobelpreisträger Robert Andrews Millikan.
Fletcher war ab 1910 maßgeblich an den Arbeiten zum Millikan-Versuch (Öltröpfchenversuch) beteiligt, mit dem Millikan erstmals die Elementarladung des Elektrons bestimmte. In den 1980ern behauptete der israelische Wissenschaftshistoriker Alexander Kohn, die Idee, statt Wassertröpfchen die nicht so schnell verdunstenden Öltröpfchen zu verwenden, stamme nicht von Millikan, sondern von Fletcher. Da Millikan Fletcher 1913 in seiner Veröffentlichung nicht als Koautor erwähnte, wurde dieser auch nicht bei der Vergabe des Nobelpreises 1923 berücksichtigt.
Fletcher kehrte nach seiner Promotion an die Brigham Young University zurück, wo er bis 1916 die Physik-Fakultät leitete. Von 1916 bis 1949 arbeitete er für Western Electric in dem später als Bell Telephone Laboratories bekannten Forschungszentrum. In seinem 1929 erschienenen Buch Speech and Hearing fasst Fletcher die Forschungen der Bell Telephone Laboratories zusammen. Von 1949 bis 1952 war er Professor für Elektrotechnik an der Columbia University in New York. Anschließend war er Forschungsdirektor und 1954 der erste Dekan des neugeschaffenen College für Physik und Ingenieurwissenschaften an der BYU. Von 1958 bis zu seiner Emeritierung 1974 lehrte er Physik an der BYU, wobei er seine Forschungen zur Akustik bis kurz vor seinem Tode fortsetzte.
1935 wurde Harvey Fletcher in die National Academy of Sciences gewählt.
Fletcher war zweimal verheiratet. Mit seiner ersten Frau, Lorena Chipman, hatte er eine Tochter und sechs Söhne. Der dritte Sohn, James C. Fletcher (1919–91), war Präsident der University of Utah und zweimal Chef der NASA. Nachdem seine Frau 1967 gestorben war, heiratete er 1969 deren ebenfalls verwitwete Schwester Fern Chipman Eyring. Fletcher war Angehöriger der Kirche Jesu Christi der Heiligen der Letzten Tage. Dieser diente er zehn Jahre lang als Präsident der New Yorker Gemeinde.

## Forschung
Bei Western Electric und Bell arbeitete Fletcher an Hörgeräten und Telefonen und forschte zum Sprachverständnis, zu gehörrichtiger Lautstärke und Frequenzgruppen. 1934 führten Fletcher und sein Team eine der ersten öffentlichen Vorführungen von Stereofonie auf.

## Veröffentlichungen
- mit H. D. Arnold: Speech and Hearing. New York 1922.
- Speech and Hearing in Communication. Princeton 1953.